# ブライアン・ティーチャー
ブライアン・ティーチャー（Brian Teacher, 1954年12月23日 - ）は、アメリカ・カリフォルニア州サンディエゴ出身の元男子プロテニス選手。1980年の全豪オープン男子シングルス優勝者である。身長190cm、体重79kgの巨体で、長い腕から繰り出す弾丸サービスを最大の持ち味とした。自己最高ランキングはシングルス7位、ダブルス16位。ATPツアーで1980年全豪オープンを含むシングルス8勝、ダブルス16勝を挙げた。
1973年にプロ入りし、同年の全米オープンで4大大会にデビューする。1980年当時、全豪オープンは（現在の年頭1月開催とは異なる）年末の12月に開催され、出場選手も少なかったことから、64名の選手による6回戦制で行われていた。ブライアン・ティーチャーは第8シードから勝ち進み、決勝でオーストラリアのキム・ウォーウィックを 7-5, 7-6, 6-2 のストレートで破り、4大大会の男子シングルス優勝を果たした。この大会には、当時の男子テニス界に君臨していたビョルン・ボルグ、ジミー・コナーズ、ジョン・マッケンローなどの強豪選手は出場しておらず、第1シードがギリェルモ・ビラス（アルゼンチン）、第2シードがイワン・レンドル（チェコスロバキア）で、いくらか出場選手層が薄い中での戦いであった。
ティーチャーはその後、1982年にウィンブルドンと全豪オープンでベスト8進出がある。ウィンブルドンでは4回戦で、先の全仏オープンに17歳で優勝したばかりのマッツ・ビランデルを破った後、準々決勝でティム・メイヨット（アメリカ）に 7-6, 6-7, 5-7, 6-3, 1-6 のフルセットで敗れた。1983年のシーズンを最後に、ティーチャーは男子ツアーでシングルス・ダブルスとも優勝が途絶えてしまう。彼の現役最後の試合は、1986年10月の「ジャパン・オープン」であった。シングルス・ダブルスとも1回戦敗退に終わったが、元全豪王者のブライアン・ティーチャーは日本のトーナメントを最後の舞台に選んだのである。